# 側頭骨乳突部

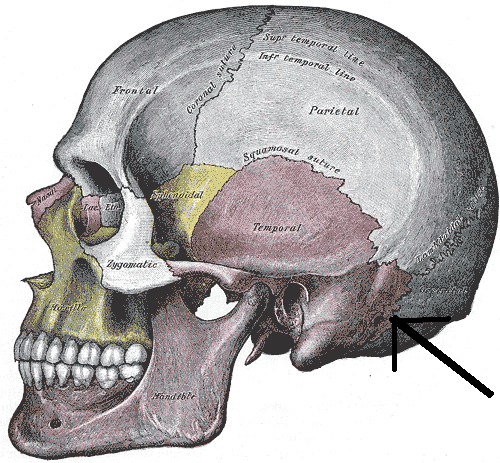
頭蓋骨の側面。紫色で着色された部分が側頭骨、矢印で図
示したすぐ左の部分が乳突部。後頭骨との境界は後頭乳突縫合。

側頭骨乳突部（そくとうこつにゅうとつぶ、mastoid part of the temporal bone）は、側頭骨後方を形成する側頭骨の一部分。

## 表面
乳突部の外表面は粗面で、後頭筋および後耳介筋の付着部になっている。ここには多くの孔が開いており、そのうち後方の縁に近い大きなものを乳突孔という。ここを横静脈洞、後頭動脈の硬膜への小枝が通る。
乳突孔の場所と大きさはかなり変異があり、孔がないこともある。また後頭骨にある場合や側頭骨と後頭骨の間の縫合上にある場合もある。乳突部からは下方に円錐状の突起物である乳様突起が伸びている。この突起の大きさや形状も幾分変異がある。男性では女性よりも大きい。
乳様突起には胸鎖乳突筋、頭板状筋、頭最長筋の付着部がある。
乳様突起の内側には乳突切痕と呼ばれる深い溝があり、顎二腹筋の付着部である（もう一方の付着部は下顎骨の二腹筋窩である）。乳突切痕のさらに内側に後頭動脈溝という浅い溝があり、後頭動脈が横たわる。

乳突部の内表面には深く曲がった溝がある。これはS状洞溝でS状静脈洞が走っている。乳突孔があれば、その開口部がここにある。
S状洞溝と非常に薄い骨の層を隔てて乳突蜂巣がある。この骨層は薄いため部分的に欠失してることさえある。

## 辺縁
乳突部の上縁は広く鋸歯状になっていて、頭頂骨の乳突角と関節を形成する。
後縁も鋸歯状であり、後頭骨の下縁（外側角と頸静脈突起の間の部分）と関節を形成する。
乳突部の前方は同じ側頭骨鱗部の下行突起と癒合している。下方では外耳道および鼓室を形成する。

## 空洞
乳様突起の一画の内部は無数の空洞になっていて、乳突蜂巣と呼ばれる。乳突蜂巣は大きさも空洞の数も非常に
変異が大きい。
乳様突起の上前方では、乳突蜂巣は大きく不規則で含気しているが、下に進むにつれて小さくなり、乳様突起の
尖端部では多くの場合ほんの小さなものになり、骨髄もある。乳突蜂巣をまったく欠き、乳突部が完全に骨になっている場合もある。
乳突蜂巣のさらに上前方に、もう一つ大きな不規則の空洞があり、これは鼓室洞と呼ばれている。乳突蜂巣と交通しているが、別なものなので区別しなければならない。
鼓室洞も乳突蜂巣と同様含気しているが、鼓室と交通していて、鼓室にある粘膜がここまで延びている。
鼓室洞の上方は、板状の薄い骨である鼓室蓋によって頭蓋底（中頭蓋窩）と隔てられている。また下方では乳様突起と、外側では側頭線直下で側頭骨鱗部と、内側では鼓室洞に飛び出した内耳の外側半規管腔と接している。
鼓室洞は前方で鼓室の一部（上鼓室または鼓室の上陥凹という部位）に開口している。
鼓室洞は、出生時にはかなり大きな空洞である。乳突蜂巣は鼓室洞の憩室だと考えられており、出生後に現れて5歳までにはかなりはっきりしてくる。乳突蜂巣の発達は思春期まで続く。